# Janne Gavelius
Johan Erland (Janne) Gavelius (i riksdagen kallad Gavelius i Bollstabruk), född 3 maj 1816 i Härnösands församling, Västernorrlands län, död 20 november 1894 i Sollefteå församling, Västernorrlands län, var en svensk bruksägare och riksdagsman ur släkten Gavelius.
Gavelius var disponent vid Holms och Graninge bruksbolag 1851–1873 och Graningeverkens aktiebolag 1873–1891. Han var ledamot av Sveriges riksdags första kammare 1878–1883, invald i Västernorrlands läns valkrets.